# Bitwa pod Iquique

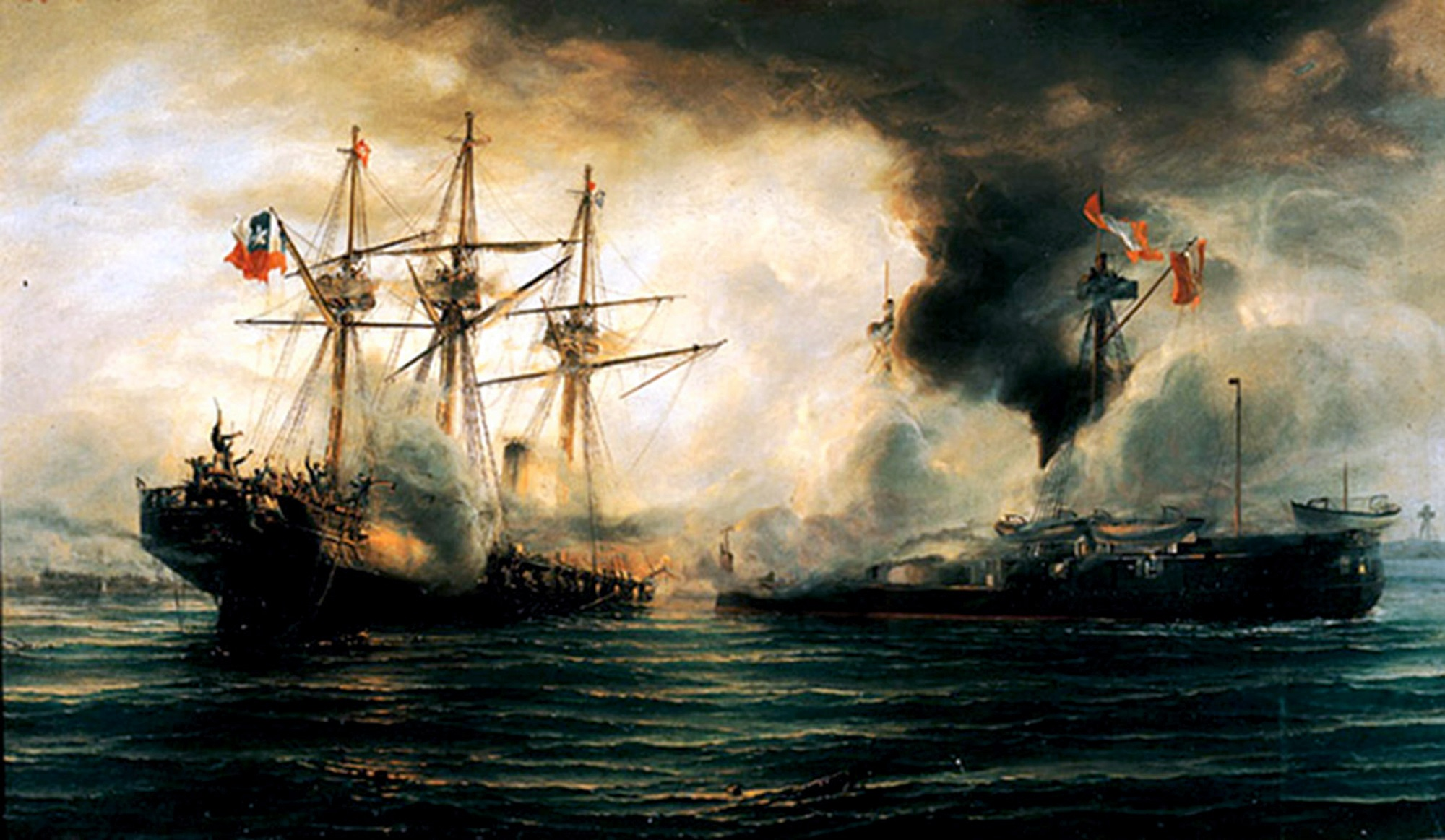
Zatopienie "Esmeraldy" pod Iquique

Bitwa pod Iquique (hiszp. Batalla de Iquique lub Combate Naval de Iquique) – starcie morskie między okrętami Peru i Chile podczas "wojny o Pacyfik" ("saletrzanej"), które miało miejsce 21 maja 1879.

## Podłoże
W chwili wybuchu wojny 5 kwietnia 1879 Chile i Peru posiadały siły morskie o podobnej liczebności, lecz Chile posiadało dwa nowocześniejsze okręty pancerne i dlatego dowództwo chilijskie dążyło do decydującej bitwy głównych sił, która pozwoliłaby zniszczyć flotę Peru. Chilijski głównodowodzący kontradmirał Juan Williams Rebolledo podjął więc już 5 kwietnia blokadę morską peruwiańskiego portu Iquique, ważnego ośrodka handlu saletrą, w celu zmuszenia peruwiańskiej floty do przybycia pod Iquique. Peruwiańczycy jednak, zdając sobie sprawę z mniejszej wartości swoich okrętów, nie zdecydowali się na podjęcie walnej bitwy. W związku z tym, kontradmirał Williams zmienił plan i 16 maja wyruszył z głównymi siłami floty spod Iquique pod główną peruwiańską bazę morską Callao. Do blokady Iquique pozostawiono jedynie dwie słabe jednostki: korwetę "Esmeralda" pod dowództwem komandora porucznika Arturo Prata, dowodzącego eskadrą i uzbrojony szkuner (kanonierkę) "Covadonga" pod dowództwem komandora ppor. Carlosa Condell de la Haza.
21 maja główne siły chilijskie przybyły pod Callao, nie zastały tam jednak przeciwnika, gdyż w tym samym czasie główne siły peruwiańskiej floty wyruszyły 16 maja w osłonie konwoju przewożącego żołnierzy do portu Arica w spornej prowincji Tarapacá. Obie eskadry minęły się na morzu bez kontaktu ze sobą. W Arica dowódca peruwiańskiej eskadry, komandor Miguel Grau dowiedział się, że chilijskie okręty wypłynęły w stronę Callao i pod Iquique zostały jedynie dwie słabe jednostki. Grau postanowił więc udać się pod Iquique i zniszczyć blokujące port okręty, a następnie podjąć działania rajderskie na wodach Chile, niszcząc chilijską komunikację, a zwłaszcza konwój z żołnierzami, o którym wiadomo było, że wypłynął z Valparaíso do Antofagasta.

## Bitwa
20 maja 1879 z Arica wypłynęły najsilniejsze okręty peruwiańskie: monitor "Huáscar", okręt flagowy komandora Grau i fregata pancerna "Independencia". 21 maja o świcie przybyły na redę Iquique. Oba okręty zostały najpierw dostrzeżone przez kanonierkę "Covadonga", która oddała strzał na alarm. Pomimo przygniatającej przewagi pancernych okrętów peruwiańskich, Prat zdecydował walczyć do końca w obronie honoru bandery i wygłosił krótkie przemówienie do załogi o takiej treści. Wkrótce okręty obu stron zaczęły się ostrzeliwać, na oczach tłumów zgromadzonych w porcie. Mimo rozkazu podążania za okrętem flagowym, "Covadonga" wkrótce się odłączyła i skierowała na południe, po czym bój rozdzielił się na dwa pojedynki: "Huáscara" z "Esmeraldą" i "Independencii" z "Covadongą".

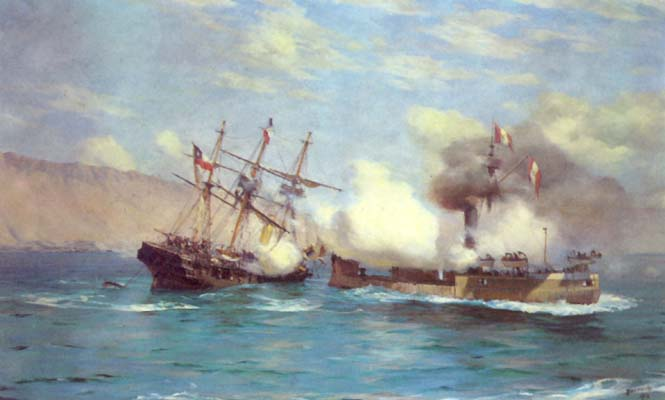
Zatopienie "Esmeraldy"

"Esmeralda" doznała awarii maszyn i mogła się poruszać jedynie z niewielką prędkością, więc Prat ustawił swój okręt przed portem, w pobliżu brzegu, zmuszając tym samym Peruwiańczyków do ostrożnego prowadzenia ognia w celu uniknięcia strat wśród ludności. Ponadto, Grau, któremu kapitanat portu przekazał pogłoski, że chilijski okręt może być otoczony minami, nie podchodził bliżej, niż na 500 m. "Huáscar" prowadził więc pojedynek artyleryjski z "Esmeraldą". Pociski Peruwiańczyków były jednak mało celne, natomiast pociski "Esmeraldy" odbijały się od pancerza monitora. Tymczasem żołnierze peruwiańscy w Iquique, dowodzeni przez generała Juana Buendía, ustawili na brzegu cztery armaty polowe, które rozpoczęły ostrzał "Esmeraldy", zabijając i raniąc kilku ludzi. Wskutek ostrzału z dwóch stron, Prat postanowił zmienić pozycję. Na skutek tego jednak Grau zorientował się, że wokół nie ma min i zdecydował staranować "Esmeraldę". Pierwsza próba taranowania nie była zbyt skuteczna, gdyż na skutek uniku "Esmeraldy", "Huáscar" uderzył w jej burtę pod ostrym kątem. Jednocześnie, monitor ostrzelał ją z niewielkiej odległości, powodując spore straty.
Podczas próby taranowania, Arturo Prat z rewolwerem i szablą i okrzykiem "do abordażu, chłopcy!" (¡Al abordaje muchachos!), przeskoczył na pokład "Huáscara", wraz z sierżantem Juanem de Dios Aldea. Obaj ponieśli śmierć od ognia karabinowego na pokładzie "Huáscara", ranny Prat jednak zdążył zastrzelić jednego z marynarzy. Więcej marynarzy chilijskich nie zdołało przeskoczyć na "Huáscara" na skutek nieusłyszenia rozkazu, a następnie rozejścia się okrętów. Grau następnie podjął drugą próbę taranowania, która zakończyła się uszkodzeniem "Esmeraldy". Przy drugiej próbie, 13 marynarzy chilijskich poszło za wzorem swojego dowódcy i abordażowało monitor, ponosząc śmierć lub doznając ran i dostając się do niewoli. "Esmeralda" ostatecznie zatonęła o 12.10 od trzeciego taranu, niosąc w dalszym ciągu banderę na maszcie. Walka trwała około trzech godzin.
Podczas starcia, z załogi "Esmeraldy" zginęło 135 ludzi, a Peruwiańczycy uratowali 62 marynarzy (spotyka się też liczbę 58), podczas gdy straty peruwiańskie wyniosły 1 zabitego i 7 rannych. Prat stał się bohaterem narodowym Chile, a jego śmierć i walka "Esmeraldy" wywarły wielki wpływ na chilijskie morale; według niektórych opinii, wpływający na wygranie wojny.

## Starcie koło Punta Gruesa
Sukces pod Iquique został jednak zniwelowany przez stratę drugiego najsilniejszego okrętu peruwiańskiego koło przylądka Punta Gruesa (starcie to bywa czasami uważane za osobną bitwę).

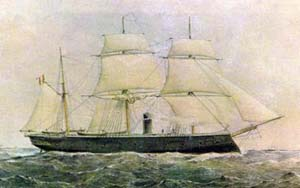
"Independencia"

Podczas, gdy "Huáscar" walczył z "Esmeraldą", fregata pancerna "Independencia" prowadziła pościg za uchodzącą na południe kanonierką "Covadonga". "Covadonga", będąca okrętem zdobytym na Hiszpanach podczas wojny w 1865, była kilka razy mniejsza (630 ton), wolniejsza, nieopancerzona i słabo uzbrojona w 2 działa 70-funtowe i być może 2 9-funtowe. "Independencia" miała ponad 2000 ton wyporności, uzbrojenie w 2 działa 150-funtowe i 12 70-funtowych oraz pancerz. Chilijski dowódca zdawał sobie jednak sprawę z większego zanurzenia fregaty i dlatego starał się trzymać blisko brzegu, gdzie nie mogła podejść. Oba okręty ostrzeliwały się przez trzy godziny, lecz mało skutecznie z uwagi na kiepskie wyszkolenie artylerzystów "Independencii". "Covadonga" była przy tym także ostrzeliwana z brzegu. W końcu peruwiański dowódca kmdr. por. Juan Moore zdecydował staranować kanonierkę, podchodząc dwukrotnie do ataku, lecz wstrzymując go z uwagi na płycizny. W końcu, podczas trzeciej próby, "Independencia" wpadła na podwodną skałę, która rozdarła jej dno.
Unieruchomiony okręt został następnie ostrzelany kilka razy przez "Covadongę", która następnie skierowała się z powrotem pod Iquique, lecz w tym czasie nadpłynął "Huáscar" i odpędził chilijską kanonierkę na południe. Ponieważ "Independencia" była zbyt poważnie uszkodzona, zdecydowano zdjąć z okrętu załogę i podpalić. W starciu zginęło 18 marynarzy peruwiańskich (5 rannych) oraz 4 marynarzy chilijskich (3 rannych). Przechwycenia uniknął przy tym konwój chilijski.
Utrata fregaty pancernej była dużym ciosem dla marynarki Peru, której jedynym okrętem zdolnym do podejmowania aktywnych działań na morzu pozostał "Huáscar". Mimo podejmowania śmiałych akcji przez kilka następnych miesięcy pod dowództwem komandora Grau, nie mógł on na dłuższą metę przeciwstawić się flocie Chile.